# Space Mirror Memorial
Das Space Mirror Memorial, auch als Astronaut Memorial bekannt, ist ein Denkmal auf dem Gelände des Besucherbereiches des John F. Kennedy Space Center auf Merritt Island. Es wird von der Astronauts Memorial Foundation gewartet, deren Büros sich im NASA Center for Space Education neben dem Besucherbereich befinden. Das 1991 eingeweihte Denkmal soll an das Leben der Frauen und Männer erinnern, die in den Raumfahrtprogrammen der Vereinigten Staaten, insbesondere der NASA, starben. Das Space Mirror Memorial wurde vom Kongress zum National Memorial erhoben.
Zusätzlich zu den 20 im Dienst der NASA verstorbenen Astronauten enthält das Denkmal auch die Namen eines X-15-Testpiloten und eines anderen Offiziers der U.S. Air Force, die während eines Testfluges verunglückten, einer Zivilistin, die beim Challenger-Unglück starb, sowie eines israelischen Astronauten, der beim Columbia-Unglück getötet wurde.

## Bestandteile des Denkmals

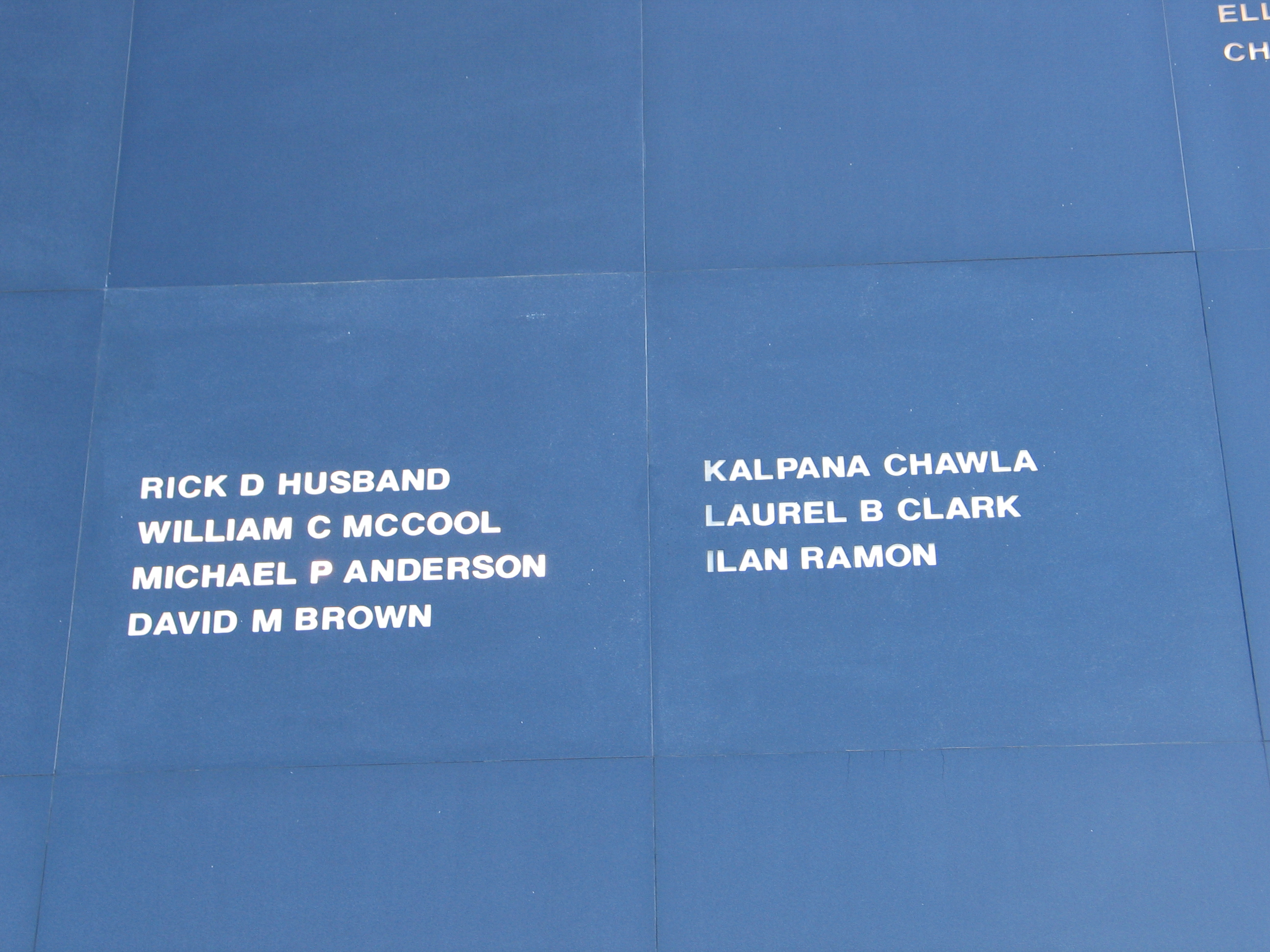
Namen der Besatzungsmitglieder von STS-107 auf der angrenzenden Granitmauer

Der Hauptbestandteil des Denkmals ist der Space Mirror, ein großer Spiegel aus schwarzem Granit, der in 90 kleinere Felder aufgeteilt ist. Die Namen der 24 verstorbenen Astronauten sind auf dem Spiegel verstreut, wobei die Namen der gemeinsam Verunglückten auf dem gleichen oder benachbarten Feld aufgelistet sind. Die Namen sind durch die komplette Dicke des Spiegels geschnitten und mit lichtdurchlässigem Acryl ausgefüllt worden. Durch eine Kombination von reflektiertem Sonnenlicht und Scheinwerfern leuchten die Buchstaben und scheinen in einer Reflexion des Himmels zu schweben.
In der Nähe des Space Mirror ist eine Granitwand mit Bildern und Kurzbiographien der auf dem Spiegel aufgeführten Personen.
Das Design des Space Mirror war das Ergebnis eines internationalen Designwettbewerbes, den das Architekturbüro Holt Hinshaw Pfau and Jones gewann.

## Finanzierung des Denkmals
Die Astronauts Memorial Foundation und das Space Mirror Memorial werden teilweise durch spezielle Kraftfahrzeugkennzeichen finanziert, die vom Staat Florida herausgegeben wurden. Das Challenger Plate genannte Nummernschild wurde erstmals 1987 herausgegeben und war das erste und populärste Spezialnummernschild, das von dem Staat herausgegeben wurde. Die dritte Auflage, 2004 eingeführt, enthielt den Namen der Columbia im Text, wird aber trotzdem Challenger Plate genannt.
Das Denkmal kostete 6,2 Millionen US-Dollar.

## Stillgelegte Sonnenverfolgung
Das Denkmal war mit Motoren ausgestattet, damit es dem Lauf der Sonne folgen konnte. Parabolspiegel auf der Rückseite lenkten das Licht auf die Namen der Verstorbenen, die dadurch brillant beleuchtet wurden. Zusätzliche Scheinwerfer wurden verwendet, wenn die Sonne nicht ausreichte.
Im Jahr 1997 versagte das System, wobei ein Stahlträger auf die angrenzende Plattform schlug. Die Versicherung zahlte 375.000 USD für die Reparatur. Aufgrund weiterer Probleme mit dem drehbaren Ring kam der Mechanismus später aber wieder zum Stillstand.
Aufgrund von geschätzten Reparaturkosten von 700.000 USD entschied sich die Astronauts Memorial Foundation das Geld besser in Bildungsprogramme zu investieren. Die Scheinwerfer wurden dafür anders eingestellt und brennen nun 24 Stunden pro Tag.

## Geehrte Personen
In dieses Denkmal dürfen nur Personen aufgenommen werden, die während einer von den Vereinigten Staaten finanzierten Weltraummission oder beim Training für eine solche getötet wurden. Für eine ausführliche Auflistung von Raumfahrtkatastrophen siehe Liste von Katastrophen der Raumfahrt.
Die mit dem Denkmal geehrten Personen sind:
- Theodore Freeman, einer der Rekruten der Astronaut Group 3 von 1963, starb bei einem Trainingsunfall mit einer Northrop T-38 am 31. Oktober 1964.
- Elliot See und Charles Bassett wurden bei einem T-38-Unfall am 28. Februar 1966 getötet, als ihr Flugzeug an einem nebeligen Tag in das McDonnell-Gebäude 101 prallte. Sie waren ursprünglich als Besatzung von Gemini 9 vorgesehen. Bassett war ein weiterer Rekrut der Gruppe 3, während See ein Rekrut der Astronaut Group 2 aus dem Jahr 1962 war.
- Virgil Grissom, Edward White und Roger Bruce Chaffee machten am 27. Januar 1967 einen Plugs-Out-Test in der Apollo 1-Kapsel, bei dem ein Kurzschluss brennbares Material in der mit reinen Sauerstoff gefüllten Kapsel entzündete. Die Astronauten starben an einer Kohlenmonoxidvergiftung, bevor die Bodenmannschaften sie erreichen konnten. Grissom, einer der Astronauten des Mercury-Programms, war vorher zweimal geflogen. White leitete den ersten US-amerikanischen Außenbordeinsatz an Bord der Gemini 4. Chaffee, ein Neuling, war ein Group-3-Rekrut.
- Clifton Williams starb bei einem T-38-Trainingsunfall am 5. Oktober 1967. Er war ein weiterer Group-3-Rekrut und hätte im Rahmen der Astronauten-Rotation im Apollo-Projekt zur Besatzung von Apollo 12 gehört. Ein vierter Stern auf dem offiziellen Abzeichen der Apollo-12-Mission erinnert ebenfalls an ihn. Alan Bean, der Williams Platz in der Apollo 12 übernommen hat, soll Williams Astronautenabzeichen zum Zeichen seines Verlustes auf dem Mond zurückgelassen haben.
- Michael J. Adams starb bei einem X-15-Absturz am 15. November 1967. Er war kein NASA-Astronaut, sondern hat sich sein Astronautenabzeichen im Rahmen des X-15-Programms erworben. Er gehörte ebenso zum Manned-Orbiting-Laboratory-Programm der United States Air Force.
- Robert Henry Lawrence Jr. starb am 8. Dezember 1967 als Co-Pilot einer F-104. Der Flugschüler, den er einwies, hatte bei der Landung zu hart aufgesetzt. Aufgrund der geringen Höhe waren die Fallschirme wirkungslos. Lawrence gehörte zu der Zeit dem Manned-Orbiting-Laboratory-Programm an und hätte der erste Afroamerikaner im Weltall werden können.
- Am 28. Januar 1986 zerbrach das Space Shuttle Challenger 73 Sekunden nach dem Start der Mission STS-51-L. Alle sieben Besatzungsmitglieder – Francis Richard Scobee, Michael John Smith, Ronald Erwin McNair, Gregory Bruce Jarvis, Judith Arlene Resnik, Ellison Shoji Onizuka und Christa McAuliffe – starben. Scobee, McNair, Resnik and Onizuka waren schon früher geflogen. McAuliffe nahm im Rahmen des Teacher-in-Space-Projektes teil.
- Sonny Carter starb am 5. April 1991 beim Absturz des Atlantic Southeast Airlines Fluges 2311. Carter reiste im Auftrag der NASA. Er hatte an STS-33 teilgenommen und trainierte zu der Zeit für STS-42.
- Am 1. Februar 2003 zerfiel das Space Shuttle Columbia beim Wiedereintritt am Ende der Mission STS-107 aufgrund von Beschädigungen, die beim Start entstanden waren. Die Besatzung bestand aus Rick Douglas Husband, William Cameron McCool, David McDowell Brown, Kalpana Chawla, Michael Philip Anderson, Laurel Clark und Ilan Ramon. Husband, Chawla und Anderson waren Veteranen. Ilan Ramon war Pilot der Israelischen Luftstreitkräfte.
- Michael Alsbury starb am 31. Oktober 2014 als Co-Pilot des Raumflugzeugs SpaceShipTwo. Bei einem Testflug zerbrach die VSS Enterprise wegen einer zu frühen Entriegelung des Federmechanismus in der Luft und stürzte über der Mojave-Wüste ab. Der Pilot überlebte schwer verletzt. Alsbury war Testpilot für Scaled Composites. Der Flug fand im Auftrag des privaten Raumfahrtunternehmens Virgin Galactic statt.[2]

## Galerie

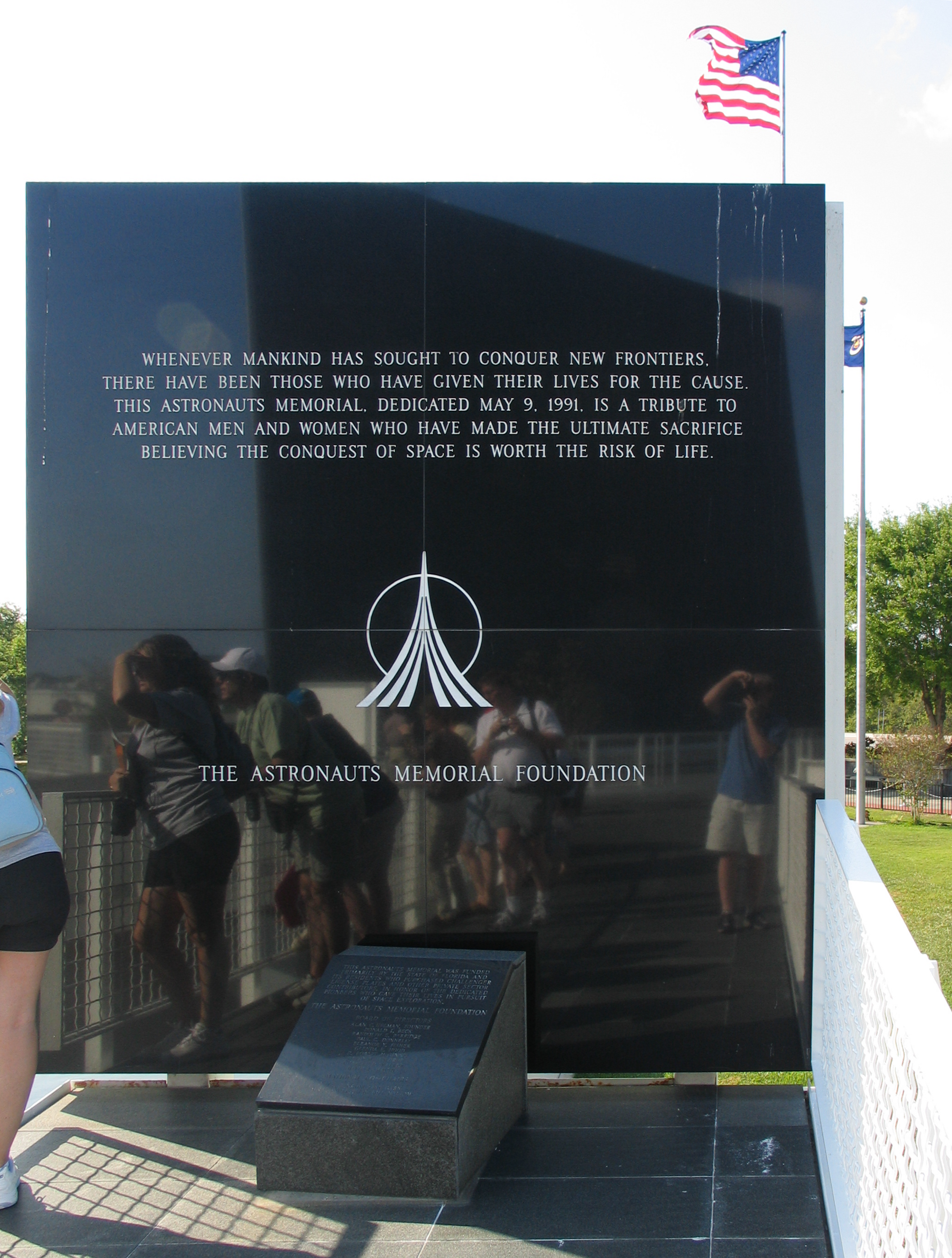
Space Mirror Widmung
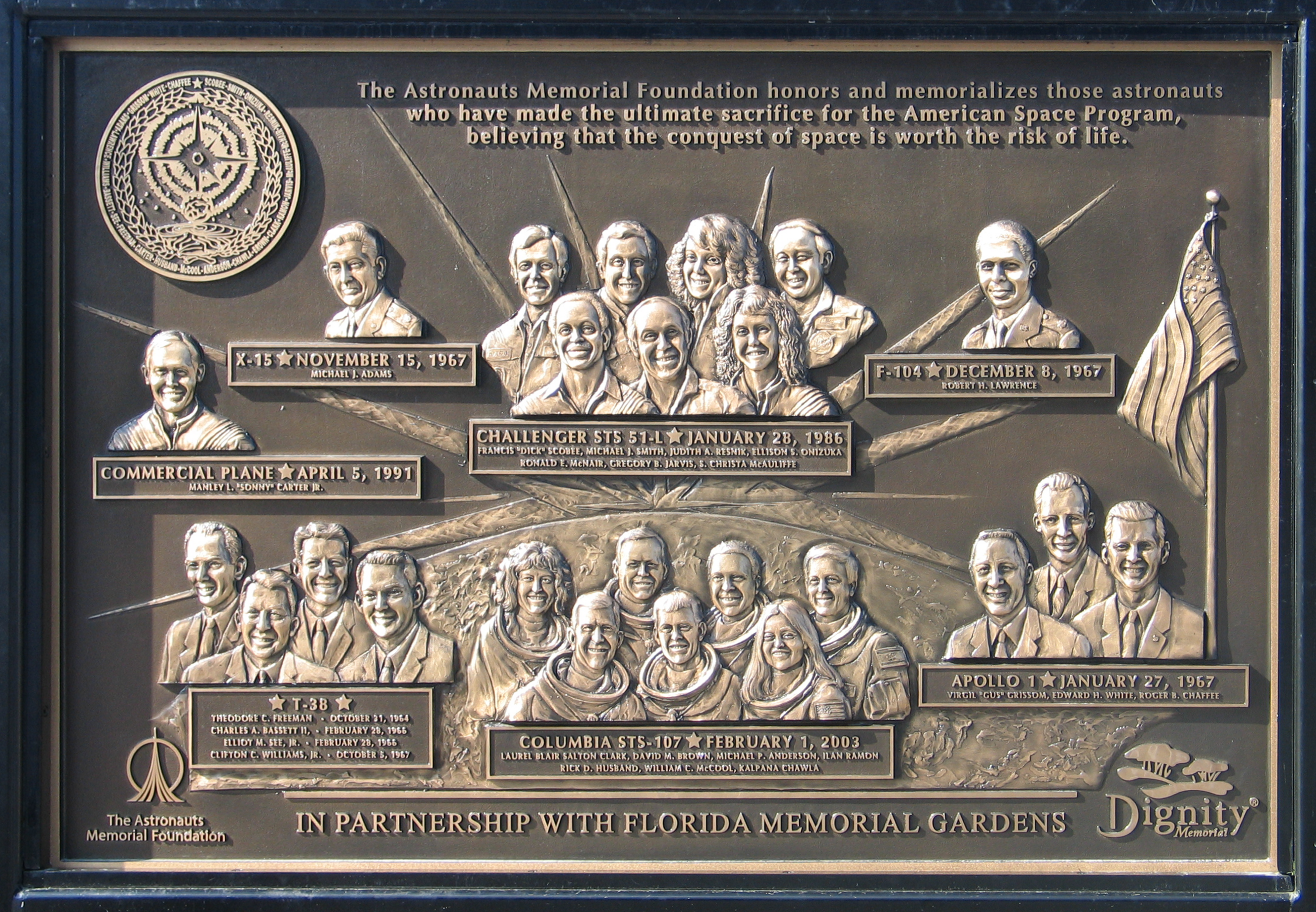
Das Dignity Memorial
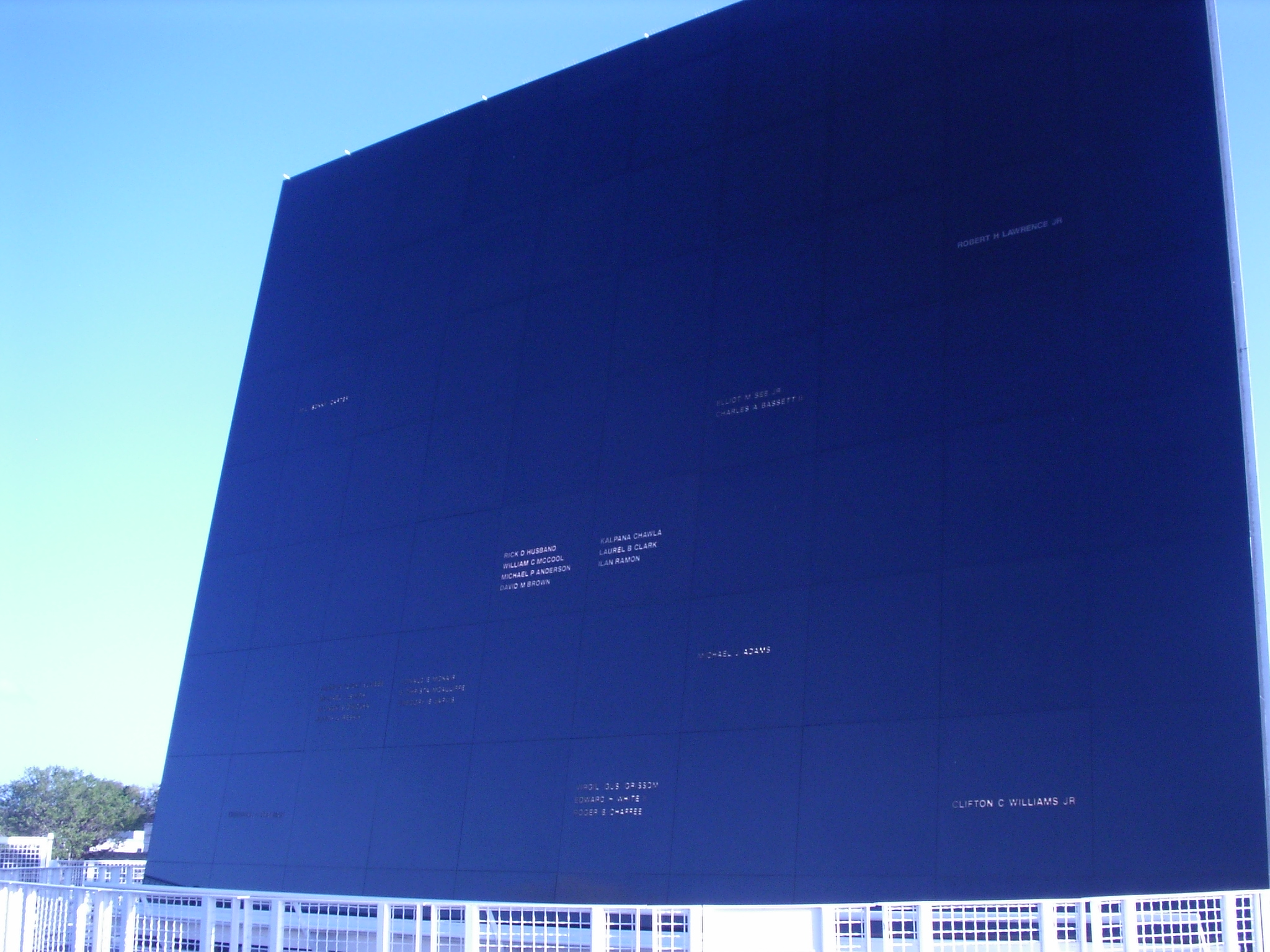
Weitere Ansicht des Space Mirror